# Tetragrammaton Records
La Tetragrammaton Records è stata una casa discografica statunitense fondata nel 1968 da Roy Silver, Bruce Post Campbell, Marvin Deane e Bill Cosby. Silver, all'epoca, era anche il manager di Cosby. Il termine "Tetragrammaton" ("Tetragramma biblico") si riferisce all'impronunciabile nome ebraico di Dio. L'artista di punta della compagnia furono i Deep Purple.
La Tetragrammaton fu anche responsabile della distribuzione negli Stati Uniti del controverso album Unfinished Music No.1 - Two Virgins di John Lennon & Yoko Ono. La copertina dell'album raffigura la coppia completamente nuda. La Tetragrammaton si occupò della distribuzione dopo che la Capitol Records, abituale distributrice dei dischi della Apple Records e dei Beatles, aveva rifiutato il disco per paura di possibili problemi con la censura.
L'album fu definito "pornografico" da alcune autorità in America, e la Tetragrammaton ebbe delle difficoltà finanziarie a causa, in parte, della distribuzione di Two Virgins. Approssimativamente 30,000 copie del disco furono sequestrate dalla polizia in un magazzino nel New Jersey. Le copie sequestrate furono conservate come elemento di prova in caso di procedimento giudiziario, il che rese impossibile per l'etichetta venderle in quel momento.
Nonostante avesse in scuderia alcuni artisti popolari, la Tetragrammaton chiuse i battenti dichiarando bancarotta nel 1971. Nel 1972, La nuova etichetta dei Deep Purple, la Warner Bros. Records, ristampò varie tracce dai primi tre album del gruppo pubblicati dalla Tetragrammaton, in una compilation intitolata Purple Passages.

## Discografia
- T-102 Shades of Deep Purple - Deep Purple [7/68]
- T-103 The Thorn in Mrs. Rose's Side - Biff Rose [1968]
- T-104 Ivory - Ivory [1968]
- T-105 Let Me Show You the Way - Bobby Paris [1968]
- T-106 Together Again for the First Time - Carol Burnett & Martha Raye [1968]
- T-107 The Book of Taliesyn - Deep Purple [11/68]
- T-110 Both Sides Now - Johnstons [1968]
- T-111 Relight My Fire - Rhetta Hughes [1969]
- T-112 Sweet Thursday - Sweet Thursday [1969]
- T-113 Tom Ghent - Tom Ghent [1969]
- T-114 Summerhill - Summerhill [1968]
- T-116 Children of Light - Biff Rose [1969]
- T-117 Elyse Elyse Weinberg [6/1/69]
- T-118 Departure - Pat Boone [1969]
- T-119 Deep Purple - Deep Purple [6/69]
- T-120 Blind Man's Movie - Murray Roman [1969]
- T-123 The Mother of Us All - Steve Baron Quartet [1969]
- T-124 Hello Love - Gene & Francesca [1969]
- T-125 Joshua Fox - Joshua Fox [1969]
- T-128 Greasepaint Smile - Elyse Weinberg [non pubblicato]
- T-131 Concerto for Group and Orchestra - Deep Purple [1969]
- T-5000 The Girl on a Motorcycle (colonna sonora) - Douglas Gamley & British Lion Orchestra [1969]
- Apple/Tetragrammaton T-5001 Unfinished Music No.1 - Two Virgins - John Lennon & Yoko Ono [01/1969]
- T-5002 Quatrain - Quatrain [1969]
- T-5003 Mark Slade's New Hat - Mark Slade [1968]
- T-5006 Che! (colonna sonora) - Lalo Schifrin [1969]
- T-5007 The Chairman (colonna sonora) - Jerry Goldsmith [1969]
- TD-5100 8:15 12:15 - Bill Cosby [1969]
- TD-5101 Once Upon a Time - Kingston Trio [1969]
- TDL 5200 The Great White Hope (Original Cast) - Charles Gross & Cast [1969]